# Engelbert des Bois
Engelbert des Bois , né à Bruxelles  le 9 juillet 1578 et mort le 15 août 1651, est un ecclésiastique qui fut évêque de Namur de 1630 à 1651.

## Biographie
Engelbert est issu par son père d'une famille originaire de Bourgogne. Il est le fils de Catherinot, gouverneur d'Anguien en Hainaut et de Françoise Verreycken. Il commence ses humanités chez les Jésuites puis poursuit ses études à l'université de Louvain pendant sept ans où il est Licencié  in utroque jure et en philosophie en 1596. 
Ayant recu les ordres mineurs en 1601 Engelbert des Bois est sous-diacre l'année suivante et ordonné prêtre en 1603. Il est consacré évêque le 7 juillet 1630, le consécrateur principal étant Mgr François Van der Burch.